# Csjef Imre
Csjef Imre (Budapest, 1960. február 11. –) magyar ökölvívó, olimpikon. Testvére Csjef Zoltán ökölvívó, unokatestvére Csjef Sándor Európa-bajnok ökölvívó.

## Pályafutása
1973 és 1981 között az Újpesti Dózsa ökölvívója volt. 1979 és 1980 között a válogatott keret tagja volt. Részt vett az 1980-as moszkvai olimpián, ahol váltósúlyban helyezetlenül végzett.

## Sikerei, díjai
- Junior Európa-bajnokság
  - 3.: 1978 (váltósúly)
- Országos bajnokság
  - bajnok: 1980 (váltósúly)